# Buster Williams
Charles Anthony "Buster" Williams (17. april 1942 i Camden New Jersey) er en amerikansk jazz-kontrabassist.
Williams er nok mest kendt som Herbie Hancocks bassist gennem årene, i dennes forskellige grupper. Han har indspillet med mange, herunder Sarah Vaughan, Sonny Stitt, Gene Ammons, Miles Davis, Bobby Hutcherson, Chet Baker, Gil Evans, Kenny Barron, Dexter Gordon, Joe Farrell, Rahsaan Roland Kirk, Woody Shaw, McCoy Tyner, Branford Marsalis, Steve Turre og Mel Lewis.
Williams har udgivet omkring ti plader i eget navn som leder.

## Udvalgt diskografi

### I eget navn
- Pinnacle
- Crystal Reflections
- Tokudo
- Heartbeat
- Dreams Come True
- Something Moore
- Lost In A Memory
- Houdini
- Griot Liberte
- Live Vol. 1

### Med andre kunstnere
- Fat Alberto Rotunda – Herbie Hancock
- Mwandishi – Herbie Hancock
- Prisoner – Herbie Hancock
- Sextant – Herbie Hancock
- Asante – McCoy Tyner
- Outback – Joe Farrell
- Lunar Eclypse – Gil Evans
- Renaissance – Branford Marsalis
- Art Of The Ballad – Dexter Gordon